# Nicefor I (patriarcha Jerozolimy)
Nicefor I – trzydziesty dziewiąty chalcedoński patriarcha Jerozolimy. Sprawował urząd od 1020 r.; data końca jego urzędowania nie jest znana.